# Quinndary Weatherspoon
Quinndary Vonta Weatherspoon (Canton, 10 settembre 1996) è un cestista statunitense, di ruolo guardia, professionista nella NBA G League con i Valley Suns.

## Carriera

### Gli inizi
Trascorre la sua carriera universitaria con i Mississippi State Bulldogs, con cui vince numerosi titoli e disputa anche il Torneo NCAA 2019, durante il quale raggiunge i 2.000 punti in carriera.

### NBA (2019-oggi)

#### San Antonio Spurs (2019-2021)
Dopo che negli inizi del 2019 si dichiara eleggibile per il Draft NBA, viene selezionato durante il secondo giro alla quarantanovesima scelta assoluta dai San Antonio Spurs in occasione del Draft NBA 2019.

## Statistiche

### College
| Anno      | Squadra      | PG  | PT  | MP   | TC%  | 3P%  | TL%  | RP  | AP  | PRP | SP  | PP   |
| --------- | ------------ | --- | --- | ---- | ---- | ---- | ---- | --- | --- | --- | --- | ---- |
| 2015-2016 | MSU Bulldogs | 31  | 17  | 27,0 | 44,8 | 39,4 | 80,5 | 4,7 | 1,4 | 1,4 | 0,5 | 12,0 |
| 2016-2017 | MSU Bulldogs | 29  | 29  | 31,9 | 46,9 | 37,3 | 76,6 | 5,1 | 1,8 | 1,7 | 0,3 | 16,5 |
| 2017-2018 | MSU Bulldogs | 37  | 37  | 31,4 | 48,4 | 31,3 | 77,1 | 6,0 | 3,3 | 1,4 | 0,3 | 14,4 |
| 2018-2019 | MSU Bulldogs | 34  | 34  | 34,0 | 50,8 | 39,6 | 80,9 | 4,7 | 2,8 | 1,7 | 0,3 | 18,5 |
| Carriera  | Carriera     | 131 | 117 | 31,2 | 48,0 | 36,8 | 78,8 | 5,2 | 2,4 | 1,5 | 0,4 | 15,4 |

### NBA

#### Regular Season
| Anno       | Squadra           | PG | PT | MP  | TC%  | 3P%  | TL%  | RP  | AP  | PRP | SP  | PP  |
| ---------- | ----------------- | -- | -- | --- | ---- | ---- | ---- | --- | --- | --- | --- | --- |
| 2019-2020  | San Antonio Spurs | 11 | 0  | 7,1 | 29,4 | 20,0 | 50,0 | 0,6 | 1,0 | 0,3 | 0,1 | 1,1 |
| 2020-2021  | San Antonio Spurs | 20 | 0  | 6,1 | 45,7 | 16,7 | 81,3 | 0,6 | 0,4 | 0,4 | 0,1 | 2,3 |
| 2021-2022† | G.S. Warriors     | 11 | 0  | 6,6 | 57,1 | 20,0 | 100  | 1,3 | 0,5 | 0,1 | 0,1 | 2,7 |
| Carriera   | Carriera          | 42 | 0  | 6,5 | 45,2 | 18,8 | 82,6 | 0,8 | 0,6 | 0,3 | 0,1 | 2,1 |

### G League
| Anno      | Squadra          | PG | PT | MP   | TC%  | 3P%  | TL%  | RP  | AP  | PRP | SP  | PP   |
| --------- | ---------------- | -- | -- | ---- | ---- | ---- | ---- | --- | --- | --- | --- | ---- |
| 2019-2020 | Austin Spurs     | 36 | 35 | 29,3 | 45,3 | 33,6 | 80,6 | 3,8 | 5,2 | 1,1 | 0,3 | 14,8 |
| 2020-2021 | Austin Spurs     | 1  | 0  | 22,3 | 53,3 | 25,0 | 66,7 | 3,0 | 2,0 | 0,0 | 0,0 | 22,0 |
| 2021-2022 | S.C. Warriors    | 29 | 24 | 29,9 | 50,2 | 27,8 | 89,2 | 5,9 | 3,4 | 1,8 | 0,7 | 22,3 |
| 2023-2024 | South Bay Lakers | 27 | 7  | 26,7 | 49,0 | 37,2 | 76,7 | 3,2 | 2,4 | 1,4 | 0,6 | 17,1 |
| Carriera  | Carriera         | 93 | 66 | 28,7 | 48,3 | 32,7 | 82,1 | 4,3 | 3,8 | 1,4 | 0,5 | 17,9 |

## Palmarès

### Squadra
- Campionato NBA: 1

Golden State Warriors: 2022